# Anguilla marinata
L'anguilla marinata è un piatto tradizionale della cucina romagnola, molto tipico delle Valli di Comacchio, e diffuso anche in Veneto e in Toscana, in particolare a Viareggio. 

## Preparazione
Preparare uno spiedino con rondelle di anguilla intervallate da foglie d'alloro, salare, pepare e cuocere alla brace, in forno o alla griglia.
Far bollire per mezz'ora in una casseruola: aceto di vino, pepe in grani, salvia, aglio e scorza d'arancia. Filtrare il liquido ottenuto e deporci dentro i tranci di anguilla (sfilato dallo spiedino), poi porre di nuovo il tutto sul fuoco per qualche minuto. 
Gustare freddo. 